# Monica (cohete)
Monica es el nombre de un modelo de cohete sonda francés de tres etapas y propulsado por combustible sólido desarrollado a mediados de los años 1950 en el ámbito del Año Geofísico Internacional.
En principio se habrían utilizado cohetes Véronique para su uso durante el Año Geofísico Internacional, pero los retrasos y la falta de fondos hizo que el CASDN (Comité d'Action Scientifique de Défense Nationale) encargase el desarrollo de un cohete sonda de bajo coste utilizando como base el cohete sonda SEPR-35.

## Versiones

### Monica I
Versión básica, lanzada 11 veces, entre el 25 de febrero de 1955 y el 28 de mayo de 1957.

#### Especificaciones
- Apogeo: 50 km
- Masa total: 100 kg
- Diámetro: 0,16 m
- Longitud: 3,1 m

### Monica IV
Lanzada 8 veces, entre el 1 de enero de 1959 y el 1 de febrero de 1960.

#### Especificaciones
- Apogeo: 100 km
- Masa total: 100 kg
- Diámetro: 0,16 m
- Longitud: 5,1 m